# SMS Huszár
Le SMS Huszár était le premier destroyer de classe Huszár commandé par l'Autriche-Hongrie. Nommé d'après le terme hongrois « hussard », sa construction par les chantiers navals Yarrow & Company Limited de Londres fut préconisée par l'amiral Hermann Spaun afin de contrer la menace grandissante que représentait la Regia Marina en mer Adriatique. Le Huszár fut donc le prototype d'une série de treize destroyers tous conçus entre 1904 et 1908. Après son entrée en service en septembre 1905, le SMS Huszár n'eut guère l'occasion de faire la démonstration de ses capacités puisqu'il passa un certain temps en maintenance en raison de problèmes techniques récurrents. Le destroyer s'échoua accidentellement sur un écueil à proximité de la base navale de Kotor en décembre 1908. Bien qu'il fit naufrage au bout de quelques jours, la k.u.k. Kriegsmarine était dès lors en mesure de construire ses destroyers sur ses propres chantiers navals, et l'équipement récupéré sur l'épave du Huszár fut réutilisé pour la construction de son successeur, le SMS Huszár (II).

## Caractéristiques techniques
Le SMS Huszár a une longueur de flottaison de 67,06 mètres pour une longueur d'encombrement de 68,39 mètres. Son maître-bau est de 6,26 mètres et le tirant d'eau est de 1,78 mètre (2,38 mètres à pleine charge). Le volume de déplacement est de 389,70 tonnes, tandis que le port en lourd est de 428,30 tonnes. Sa propulsion se fait au moyen de 2 hélices, tandis que l'alimentation des quatre chaudières à tubes d'eau Yarrow est assurée par 90 tonnes de charbon. La puissance ainsi développée est de l'ordre de 5 800 Ch (soit 4 325 kW), et permet au Huszár d'atteindre une vitesse de 28,54 nœuds (soit 52,85 km/h). Le SMS Huszár a un rayon d'action de 500 miles (soit 930 km) pour une vitesse de croisière de 28 nœuds. Son armement est relativement léger et consiste en un canon de calibre 70 mm, ainsi que sept canons de 47 mm tous fabriqués par les industries Skoda. Deux canons supplémentaires de 45 mm sont positionnés au milieu du navire. Enfin, quatre tubes lance-torpilles (450 mm) permettent au destroyer d'engager tout navire ennemi passant à sa portée.  

## Histoire
Au début de l'année 1904, la Regia Marina italienne entreprit de renforcer sa présence dans la mer Adriatique en y massant des vaisseaux de combat à Tarente, ainsi que des navires plus légers le long des côtes. Cette menace fut prise au sérieux par le gouvernement impérial de Vienne qui décida de débloquer des fonds exceptionnels pour la construction de 12 destroyers ainsi que 36 nouveaux torpilleurs. Néanmoins, il apparut rapidement que les Autrichiens manquaient d'expérience en la matière, aussi l'amiral Spaun suggéra de recourir en premier lieu à une compagnie étrangère qui se chargerait de la construction d'un prototype. Le 6 août 1904, une commande fut passée aux chantiers navals Yarrow & Company Limited (basés à Londres en Grande-Bretagne) pour la construction d'un destroyer de 400 tonnes, dont la conception est basée sur un groupe de destroyers britanniques de classe B datant du milieu des années 1890. Le destroyer fut baptisé Huszár en date du 16 avril 1905, et son lancement officiel fut effectif le 31 mai. Le Huszár effectua sa première sortie dès le lendemain, et atteignait une vitesse de 30,27 nœuds. Le destroyer fut complété le 20 juin et affichait alors une vitesse de 28,54 nœuds. Sa conception étant jugée satisfaisante, le navire quitta Londres le 1er juillet à destination de la base navale de Pola. Il arriva à Lisbonne une semaine plus tard, et atteignit finalement Pola le 28 juillet, où il fut démantelé. Les autorités autrichiennes estimèrent nécessaire d'apporter un certain nombre de modifications, notamment au niveau du système de ventilation jugé défaillant. Des canons Skoda ainsi que tubes à torpilles furent installés. Le Huszár servit officiellement pour la première fois le 18 septembre, mais il s'avéra que sa résistance aux intempéries était limitée. 
Le 14 mars 1906, le SMS Huszár participa à une longue croisière en Méditerranée orientale. Il fut à Corfou en Grèce du 15 au 19 mars, puis poursuivit sa route vers l'Égypte jusqu'à Alexandrie, qu'il atteignit deux jours plus tard. Par la suite, il mit le cap vers Haïfa (où il arriva le 12 avril), et continua son chemin vers Beyrouth, où il resta à quai du 14 au 23 avril. Il fut aperçu en Syrie le 29 avril. Le destroyer revint en Grèce à Patras où il resta six jours, puis fit route vers Vlora en Albanie. Il rejoignit finalement la base de Kotor le 11 mai, et fut affecté au sein d'un escadron de torpilleurs. Le 3 septembre, une de ses chaudières tombe en panne, et le Huszár fut à nouveau démantelé deux semaines plus tard. 
Le 3 décembre 1908, le SMS Huszár quitte la base navale de Kotor en début de matinée. Le navire longea la côte à une vitesse de 12 nœuds en direction de Budva. À ce moment-là, le ciel était dégagé et le vent faible. Le commandant du navire, le capitaine Renner, délégua alors la navigation à Bekker (le lieutenant de service), et engagea une conversation avec les autres officiers sur le pont. Soudain, à 8h10, le Huszár heurta un écueil à proximité de la côte et s'y échoua. Bien qu'il n'y ait eu aucune perte, la situation du navire était critique car tout l'espace avant commençait à prendre l'eau. Les opérations de sauvetage ne commencèrent que deux jours plus tard, avec l'arrivée du SMS Erzherzog Friedrich, du SMS Sankt Georg ainsi que trois torpilleurs et une péniche. Ces derniers entreprirent d'alléger le Huszár et retirèrent 130 tonnes de matériel et d'équipement, puis le Sankt Georg tenta de faire glisser le Huszár du récif à l'aide de câbles de remorquage. L'opération échoua, et en raison de l'intensification de la houle ainsi que du mauvais temps, il fut décidé d'y mettre un terme. Tout le pont arrière du Huszár était alors submergé. Au bout d'un moment, le destroyer glissa du récif et coula. Légèrement endommagés par la tempête qui s'était levée, les autres navires rentrèrent s'abriter dans la baie de Kotor. Après la tempête, des plongeurs s'attelèrent à retrouver l'épave du SMS Huszár. Celle-ci gisait à 15 mètres de profondeur, le navire brisé en trois morceaux. Les opérations de sauvetage qui se poursuivirent du 19 décembre jusqu'en mars 1909 mirent en évidence des pièces de chaudières, de machines, d'armements qui purent être récupérés, mais le reste de l'épave fut définitivement perdu. Le 10 avril, le commandant de l'Arsenal de Pola fut chargé de construire un nouveau destroyer, le Huszár (II), en réutilisant les pièces récupérées sur le Huszár. Le 7 mai, le capitaine Renner fut condamné à quatre mois de détention pour négligence et pour avoir enfreint les règles de sécurité. Quant au lieutenant Bekker, il fut également condamné à six mois de prison pour les mêmes motifs.